# Stenosoma acuminatum
Stenosoma acuminatum là một loài chân đều trong họ Idoteidae. Loài này được Leach miêu tả khoa học năm 1814.